# Rătăcire (film din 1978)
Rătăcire este un film românesc din 1978 regizat de Alexandru Tatos.

## Distribuție
- Ioana Pavelescu — Doina, o tânără absolventă de facultate emigrată în Germania
- Klaus Gehrke — Hans, funcționar german, soțul Doinei
- Dan Nuțu — Adrian, fostul iubit al Doinei, originar din Hârlău
- Marga Legal — Elsa, mătușa lui Hans, o femeie văduvă pasionată de pictură
- Gina Patrichi — Delia Stoenescu, cântăreață română emigrată în Germania
- Regine Heintze — Grete, sora lui Hans, o femeie nimfomană și toxicomană
- Emilia Dobrin — Amalia Ionescu, prietena bucureșteană a Doinei, ulterior șefă de atelier
- Albert Kitzl — Viorel, fost coleg de facultate al Doinei, absolvent de studii postuniversitare la Paris
- Brîndușa Marioțeanu — Nelly, o româncă emigrată în Germania, ospătăriță la Restaurantul „Mangalia”, fosta iubită a lui Gabi Ionescu
- Kitty Stroescu — Marta, colega de serviciu lesbiană a Doinei (menționată Kity Stroescu)
- Dorel Vișan — un nuntaș cherchelit
- Wolfgang Bathke — invitatul cu barbă de la petrecerea de Anul Nou a familiei lui Hans
- Constantin Dumitrescu — tatăl miresei
- Silvia Popovici — actriță română venită în turneu în Germania, interpreta Emiliei
- Ion Besoiu — Dinescu, profesor universitar la Facultatea de Litere din București
- Eva Marlis Opitz — soția invitatului cu barbă
- Adela Radin
- Sibila Oarcea
- Cristina Nuțu
- Rodica Dianu — invitată la nuntă
- Gabriela Cuc
- Marietta Gáspár
- Sigrid Zaharias
- Ana Vlădescu (menționată Ana Vlădescu Aron)
- Adriana Piteșteanu
- Katy Gabor
- Zoe Cîmpeanu
- Gheorghe Dițu
- Constantin Aronescu
- Mihai Soroțchi (menționat Mihail Soroțki)
- Anatol Dumitrescu
- Maria Popa
- Leo Aron
- Corneliu Revent — actor român venit în turneu în Germania, interpretul soțului Emiliei (menționat Cornel Revent)
- Dietmar Bauschke
- Detlef Bierstedt
- Miklós Tompa (menționat Mikloș Tompa)
- Eusebiu Ștefănescu — Gabriel Ionescu („Gabi”), actor român venit în turneu în Germania
- Levente Bíró (menționat Biro Levente)
- Wolfgang Gyurgyevich
- Iulian Popescu
- Valeriu Paraschiv — Dan, iubitul Amaliei
- Petre Lupu — fost coleg de facultate al Doinei
- Nicolae Niculescu
- Romeo Popescu
- Radu Basarab
- Constantin Anghel
- Frieder Schuller (menționat Frider Schuler)
- Anemarie Schunn
- Fronius Inge
- Delia Boțilă
- Benone Sinulescu — cântăreț la nuntă
- Irina Loghin — cântăreață la nuntă

## Primire
Filmul a fost vizionat de 1.755.175 de spectatori în cinematografele din România, după cum atestă o situație a numărului de spectatori înregistrat de filmele românești de la data premierei și până la data de 31 decembrie 2014 alcătuită de Centrul Național al Cinematografiei.